# غاريت أتكينز
غاريت أتكينز (بالإنجليزية: Garrett Atkins)‏ هو لاعب كرة قاعدة أمريكي، ولد في 12 ديسمبر 1979 في أورانج في الولايات المتحدة.

## وصلات خارجية
- غاريت أتكينز على موقع دوري كرة القاعدة الرئيسي (الإنجليزية)
- غاريت أتكينز على موقعبيزبول رفرنس.كوم (الدوري الرئيسي) (الإنجليزية)
- غاريت أتكينز على موقعبيزبول رفرنس.كوم (الدوري الثانوي) (الإنجليزية)
- غاريت أتكينز على موقع إي إس بي إن.كوم (أم.أل.بي) (الإنجليزية)
- غاريت أتكينز على موقع مشجعي الرسوم البيانية (الإنجليزية)